# Distretto di Mežova
Il distretto di Mežova (in ucraino Межівський район?) era un distretto dell'Ucraina, situato nell'oblast' di Dnipropetrovs'k. Il suo capoluogo era Mežova.
È stato soppresso con la riforma amministrativa del 2020.